# Natalija Dudaš
Natalija Dudaš  (Ruski Krstur, 1958), istaknuta rusinska pesnikinja, esejistkinja i kulturna radnica. U rusinskoj literaturi profilisala se osobenim izrazom „spajajući nevelik imaginativni preobražaj sa visokim stepenom razaranja uobičajeno doživljene stvarnosti“.
Zastupljena je u nizu antologija rusinske književnosti, kao i u Srpskoj enciklopediji.
Bila je pomoćnica republičkog ministra za kulturu u periodu 1998-2000. godina.

## Obrazovanje i karijera
Natalija Dudaš je završila Gimnaziju u Ruskom Krsturu. Diplomirala je opštu književnost i teoriju književnosti na Filozofskom fakultetu u Beogradu. Prvo zaposlenje imala je kao dramaturškinja u rusinskoj redakciji javnog medijskog servis Radio Novog Sada, a kasnije je bila direktorka novinsko-izdavačke kuće „Ruske slovo“. 
U drugoj Vladi premijera Republike Srbije Mirka Marjanovića, u periodu 1998-2000. godine obavljala je funkciju pomoćnice ministra za kulturu. Tokom 2000. godine bila je predsednica društvene i kulturno-prosvetne zajednice vojvođanskih Rusina Ruska matka.Nakon petooktobarskih promena napustila je zemlju, i živi u inostranstvu.

## Poetsko stvaralaštvo
Svoj prvi rad objavila je još kao gimnazijalka, 1973. godine, a njena poezija je povezuje sa  beogradskom školom postmodernista, u njenom pisanju prisutan je pokušaj sinteze tradicionalnog „ritma rusinskog stiha“ sa elementima koji se u rusinskoj poeziji retko sreću.
Takođe, spada u u grupu stvaralaca na rusinskom jezku, skupa sa Natalijom Kanjuh, Ahnetom Bučko Paparhaji, Irinom Hardi Kovačević, Marijom Jakim, koji „… su uspeli da se suprotstave tradiciji književnom složenošću, a originalnosti polifunkcionalnošću, ali su odbili da unište tradiciju…“ Istovremeno, ta generacija pesnikinja i pesnika "...donose pesnički izraz koji je saglasan kretanjima najmlađih pesničkih pokušaja u drugim književnostima jugoslovenskih naroda i narodnosti"
Autorka je i radio drame „Вецей ше не рушай” („Više se ne kreći”), emitovane na Radio Novom Sadu, 1994. godine.[1]
Njena poezija prevedena je na više jezika, uključujući srpskohrvatski, ukrajinski, slovački, mađarski i makedonski, i naišla je na pozitivne kritike među rusinskim i srpskim književnim poznavaocima.

## Bibliografija
- Dživi tanjec / Divlji ples – zbirka poezije, 1980, Ruske slovo
- Narađivanje muziki / Rađanje muzike – dvojezična rusinsko-srpska zbirka poezije, 1985. Ruske slovo Narodna bibloteka Kula
- O literaturnim – zbirka poezije, 1987 Ruske Slovo ISBN - 86-7105-021-1
- Hadvab – zbirka poezije, 1989, Ruske  Slovo ISBN - 86-7105-084-X
- Škarupina – zbirka eseja, 1991, Novi sad, Ruske slovo ISBN - 86-7105-091-2
- O melangoličnih remesloh / O melanholičnim zanatima – refleksivna zbirka poezije, Ruske slovo, 1996, ISBN: 86-7105-106-4

## Spoljašnje veze
- Đerić, Z. Pesnici Novog Sada
- Dudaš, N, Tihe su rusinske pesnikinje, tihe bile